# Clark Middleton
Clark Tinsley Middleton (Bristol, Tennessee, 1957. április 13. – Los Angeles, Kalifornia, 2020. október 4.) amerikai színész.

## Fontosabb filmjei
Mozifilmek
- Bail Jumper (1990)
- The Contenders (1993)
- A bunyós lány (The Opponent) (2000)
- Little Pieces (2000)
- Szerelem a végzeten (Serendipity) (2001)
- Kill Bill 2. (Kill Bill: Vol. 2) (2004)
- Sin City – A bűn városa (Sin City) (2005)
- Live Free or Die (2006)
- Nulladik nap (Day Zero) (2007)
- Last Call (2008)
- Woodstock a kertemben (Taking Woodstock) (2009)
- The Good Heart (2009)
- Ki hal a végén? (As Good as Dead) (2010)
- Hide Your Smiling Faces (2013)
- Aftermath (2013)
- Snowpiercer – Túlélők viadala (Snowpiercer) (2013)
- Birdman avagy (A mellőzés meglepő ereje) (Birdman or (The Unexpected Virtue of Ignorance)) (2014)
- Gutterbee (2019)
- Antarctica (2020)

Tv-sorozatok
- Esküdt ellenségek (Law & Order) (1997–2000, négy epizódban)
- CSI: A helyszínelők (CSI: Crime Scene Investigation) (2005–2006, két epizódban)
- A rejtély (Fringe) (2009–2012, öt epizódban)
- The Path (2016–2017, 16 epizódban)
- Twin Peaks (2017, négy epizódban)
- Feketelista (The Blacklist) (2014–2020, 13 epizódban)